# Revolta Sérvia de 1941
A Revolta na Sérvia foi iniciada em julho de 1941 pelo Partido Comunista da Iugoslávia contra as forças de ocupação alemãs e seus auxiliares traidores sérvios no Território do Comandante Militar na Sérvia. No início, os guerrilheiros iugoslavos organizaram desvios e sabotagens e atacaram representantes da administração traidora de Milan Aćimović. No final de agosto alguns chetniks juntaram-se à revolta e libertaram Loznica. A revolta logo atingiu proporções de massa. Partidários e Chetniks capturaram cidades que as fracas guarnições alemãs haviam abandonado. A revolta armada logo engoliu grande parte do território ocupado. O maior território libertado na Europa ocupada foi criado pelos Partidários no oeste da Sérvia, e era conhecido como República de Užice. Os rebeldes partilharam o poder no território libertado; o centro do território partidário libertado ficava em Užice, e os chetniks tinham o seu quartel-general em Ravna Gora.
À medida que a revolta avançava, a divisão ideológica entre as duas facções tornou-se cada vez mais óbvia. Por um lado, os destacamentos Chetnik consideravam-se leais ao governo real no exílio e lutaram pela restauração da ordem anterior à guerra. No outro. membros do Exército de Libertação Popular da Iugoslávia favoreceram a introdução do socialismo e a reorganização da Iugoslávia no pós-guerra em uma base federal. O líder Chetnik, Dragoljub Mihailović, abandonou a revolta no final de outubro e iniciou negociações com o governo traidor e os alemães, a fim de destruir os guerrilheiros rivais.
Os alemães logo reuniram uma grande força e reprimiram a revolta usando o terror em massa, mas as forças partidárias restantes cruzaram para a Bósnia, onde formaram a 1ª Brigada Proletária. Após o colapso da revolta, o Território do Comandante Militar foi em grande parte pacificado até o retorno dos Partidários e da Ofensiva de Belgrado na segunda metade de 1944. Enquanto isso, os Chetniks tornaram-se ainda mais relutantes em lutar contra os alemães e envolveram-se em operações antipartidárias e em colaboração aberta. No entanto, Mihailovic conseguiu estabelecer-se como o único representante legítimo do governo iugoslavo no exílio e ordenou que todas as forças de resistência lutassem sob o seu comando.

## Contexto
Hitler acreditava que com a ocupação da Iugoslávia o país foi liquidado como um estado independente. O Reino da Iugoslávia foi dividido entre a Alemanha Nazista, a Itália, a Hungria e a Bulgária, enquanto no território das atuais Croácia e Bósnia e Herzegovina, foi proclamado o Estado Independente da Croácia. Os ocupantes saquearam bens e fizeram prisioneiros cerca de 350.000 soldados iugoslavos. A maior parte da Sérvia foi organizada no Território do Comandante Militar na Sérvia e, como tal, foi o único exemplo de regime militar na Europa ocupada.  Os alemães escolheram Milan Aćimović como chefe do governo comissário.

## Preparativos para a revolta

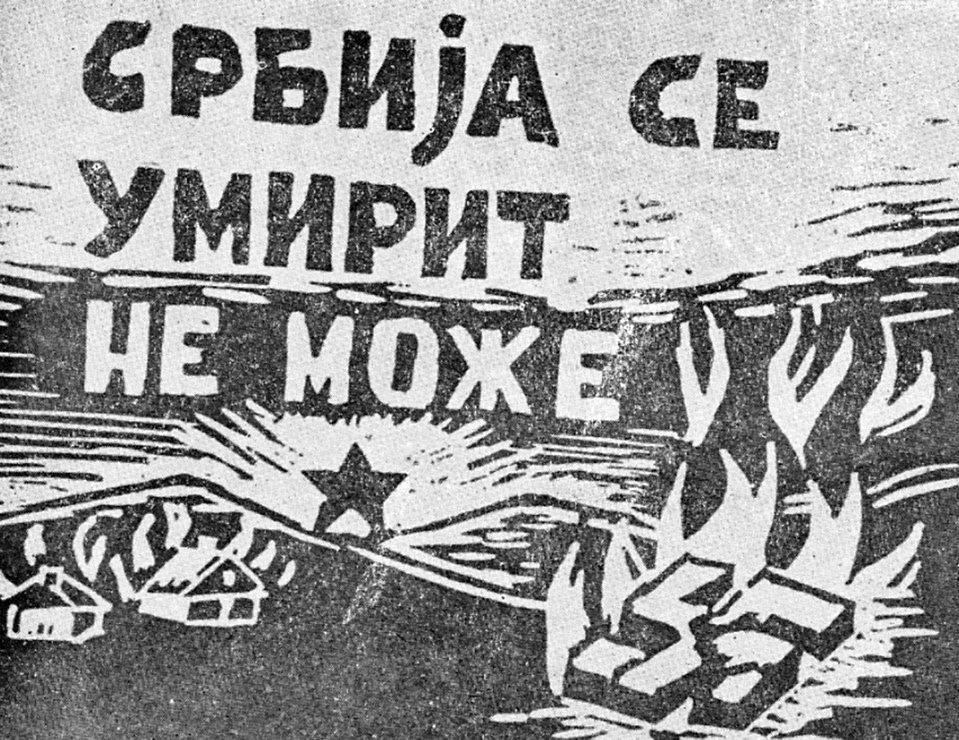
Cartaz dos Partidários Sérvios, convocando uma revolta

### Comunistas

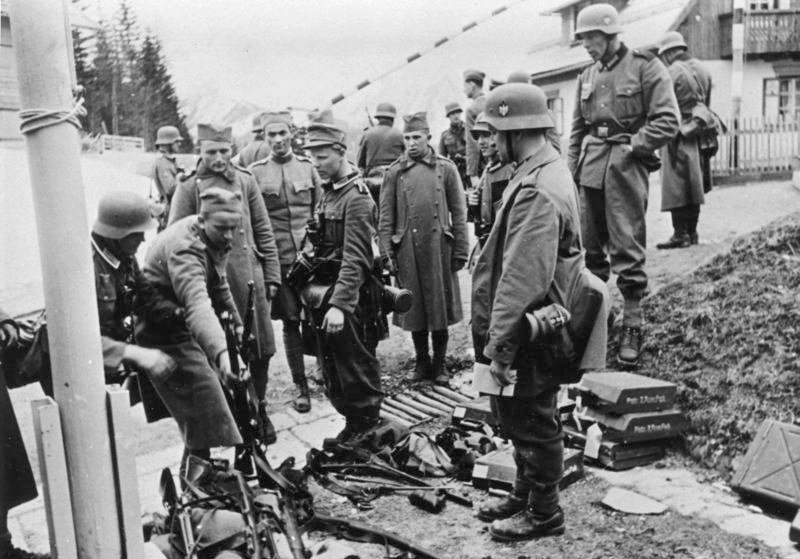
Infantaria iugoslava rendendo-se aos alemães

Os preparativos para a revolta do Partido Comunista da Iugoslávia começaram após a consulta de maio realizada em Zagreb, em 4 de maio de 1941. O Comité Militar do Comité Provincial do Partido Comunista da Sérvia foi formado em meados de maio. Em 13 de maio de 1941, Josip Broz Tito enviou uma mensagem ao Comintern afirmando que os comunistas iugoslavos estavam se preparando para uma revolta que começaria quando a Alemanha atacasse a União Soviética. O Comité Central do Partido Comunista da Iugoslávia chegou a Belgrado no final de Maio, e isto foi de grande importância para o desenvolvimento da resistência. Após a sua chegada, o Comité Central realizou conferências com dirigentes locais do partido.

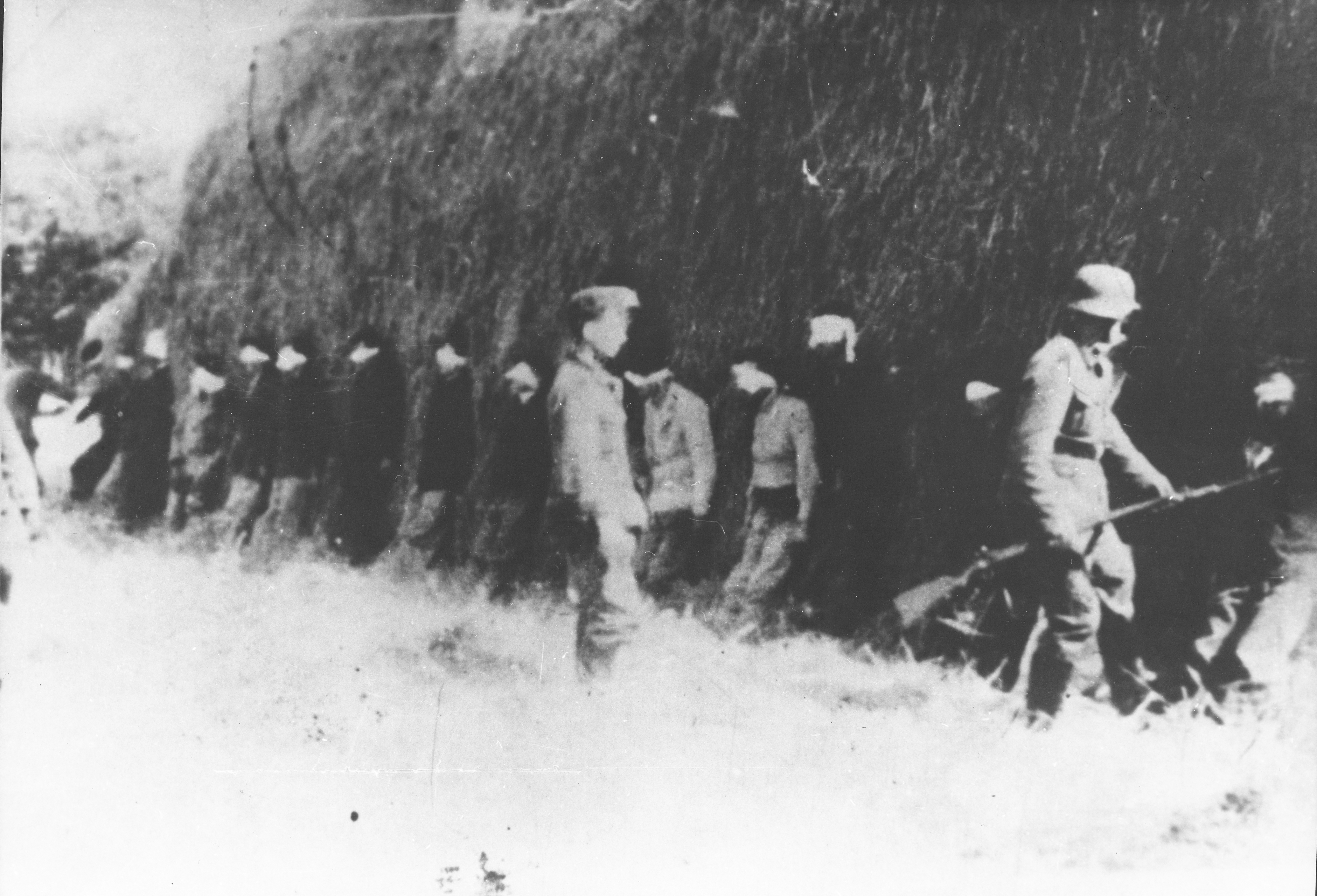
Dezesseis jovens guerrilheiros vendados aguardam execução pelas forças alemãs em Smederevska Palanka, 20 de agosto de 1941

A invasão alemã da União Soviética foi lançada em 22 de junho de 1941. Antes da invasão, os alemães retiraram a maioria das suas tropas da Sérvia, deixando três divisões fracas na Sérvia (a 704.ª, 714.ª e 717.ª Divisões de Infantaria) e uma divisão fraca (a 718.ª Divisão de Infantaria) no Estado Independente da Croácia. A maioria destas divisões era composta por soldados mais velhos da Áustria. Simpatizantes comunistas no Ministério do Interior de Srđan Budisavljević no governo de Dušan Simović, como Janko Janković, destruíram arquivos sobre comunistas mantidos em arquivos da polícia antes da guerra. Assim, quando começaram as detenções em massa de comunistas, após o lançamento da Operação Barbarosa, poucos registos estavam disponíveis para utilização pela Gestapo. Os comunistas consideraram então que todos os requisitos para a revolta foram cumpridos.
A entrada da URSS na guerra fortaleceu a esperança do povo sérvio, que tradicionalmente via a Rússia como protetora da Sérvia, bem como o otimismo de que a guerra terminaria em breve. Dragomir Jovanović registou que no dia 22 de junho a atmosfera nas ruas era semelhante à atmosfera durante o golpe de 27 de março. Em Mačva, os camponeses retiraram estacas dos palheiros temendo que os pára-quedistas soviéticos se empalassem ao cair sobre eles. Em Belgrado, observadores foram colocados num edifício alto para relatar a chegada de aeronaves soviéticas. No Banato, foram formados grupos médicos para ajudar os paraquedistas. 

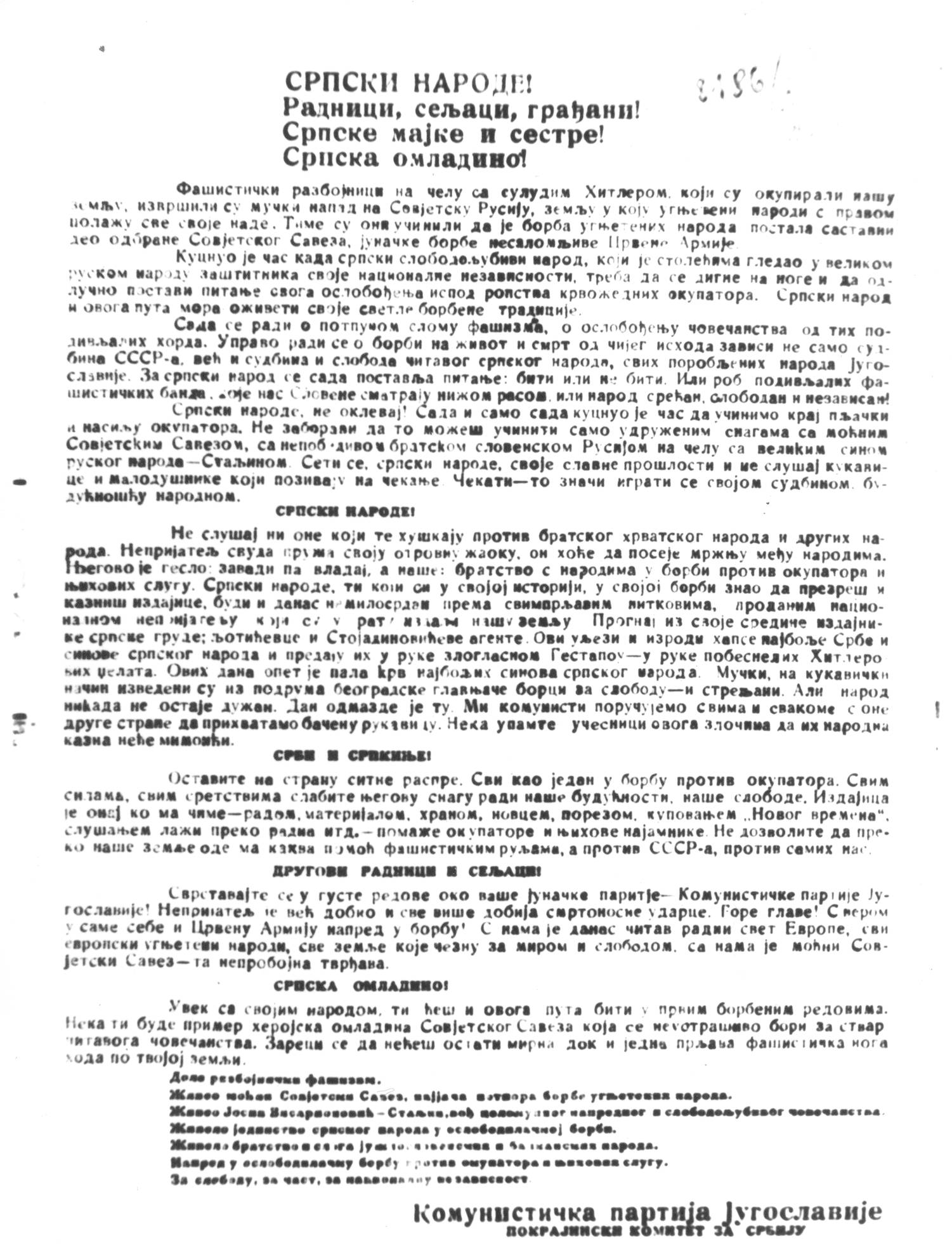
Proclamação de 5 de julho

Decisão para preparar a luta na Sérvia emitida em 23 de junho de 1941 na reunião do Comitê Provincial da Sérvia, que contou com a presença de Aleksandar Ranković, Spasenija Babović, Đuro Strugar, Moma Marković, Ivo Lola Ribar, Blagoje Nešković, Vukica Mitrović, Mirko Tomić, Miloš Matijević, Ljubinka Milosavljević, Vasilije Buha e Milovan Đilas. Na reunião foram determinados instrutores do partido para certas partes da Sérvia. À luz da luta que se aproximava, os comunistas tiveram de acelerar a formação de grupos armados e a recolha de armas e suprimentos médicos. Após a reunião, os instrutores foram para suas áreas designadas. Moma Markovic no final de junho realizou reuniões com comitês distritais em Jagodina, Niš e Zaječar, Mirko Tomić foi responsável por Kruševac, Vasilije Buha foi para Niš, Milan Mijalković foi para Užice e Čačak, Miodrag Ivković para Šabac . Petar Stambolić operava na área de Pomoravlje e Miloš Minić na área de Valjevo. Vários destacamentos locais foram formados, totalizando dezenas de guerrilheiros. Quantidades significativas de armas e munições foram recolhidas. O Estado-Maior Supremo dos Destacamentos Partidários de Libertação Popular foi estabelecido em 27 de junho. Josip Broz Tito foi escolhido como Comandante Supremo. Os membros restantes foram: Milovan Đilas, Edvard Kardelj, Ivan Milutinović, Aleksandar Ranković, Rade Končar, Franc Leskošek, Sreten Žujović, Ivo Lola Ribar e Svetozar Vukmanović. Em julho, na casa de Vladislav Ribnikar, em Dedinje, foi realizada uma sessão do Comitê Central. Estiveram presentes Tito, Ranković, Milutinović, Đilas, Ribar, Vukmanović e Žujović. Foi tomada a decisão de iniciar sabotagens e pequenos ataques às forças alemãs e traidoras. Aqui foi estabelecido o Estado-Maior Supremo da Sérvia com Žujović, Filip Kljajić, Branko Krsmanović, Nikola Grulović e Rodoljub Čolaković como membros. Esta data foi posteriormente celebrada na Iugoslávia socialista como o Dia do Lutador.
Em 5 de julho, apareceu uma proclamação do partido comunista que apelava ao povo sérvio para lutar contra os invasores. O povo sérvio foi recordado do seu passado glorioso e chamado a apoiar a "invencível Rússia Eslava" liderada por Stalin, o maior filho do povo russo. Os comunistas apontaram que havia chegado a hora da luta armada contra os invasores, instaram as pessoas a organizar destacamentos partidários, atearam fogo em fábricas e armazéns, destruíram trilhos e comunicações, organizaram esconderijos de trigo,

### Chetniks

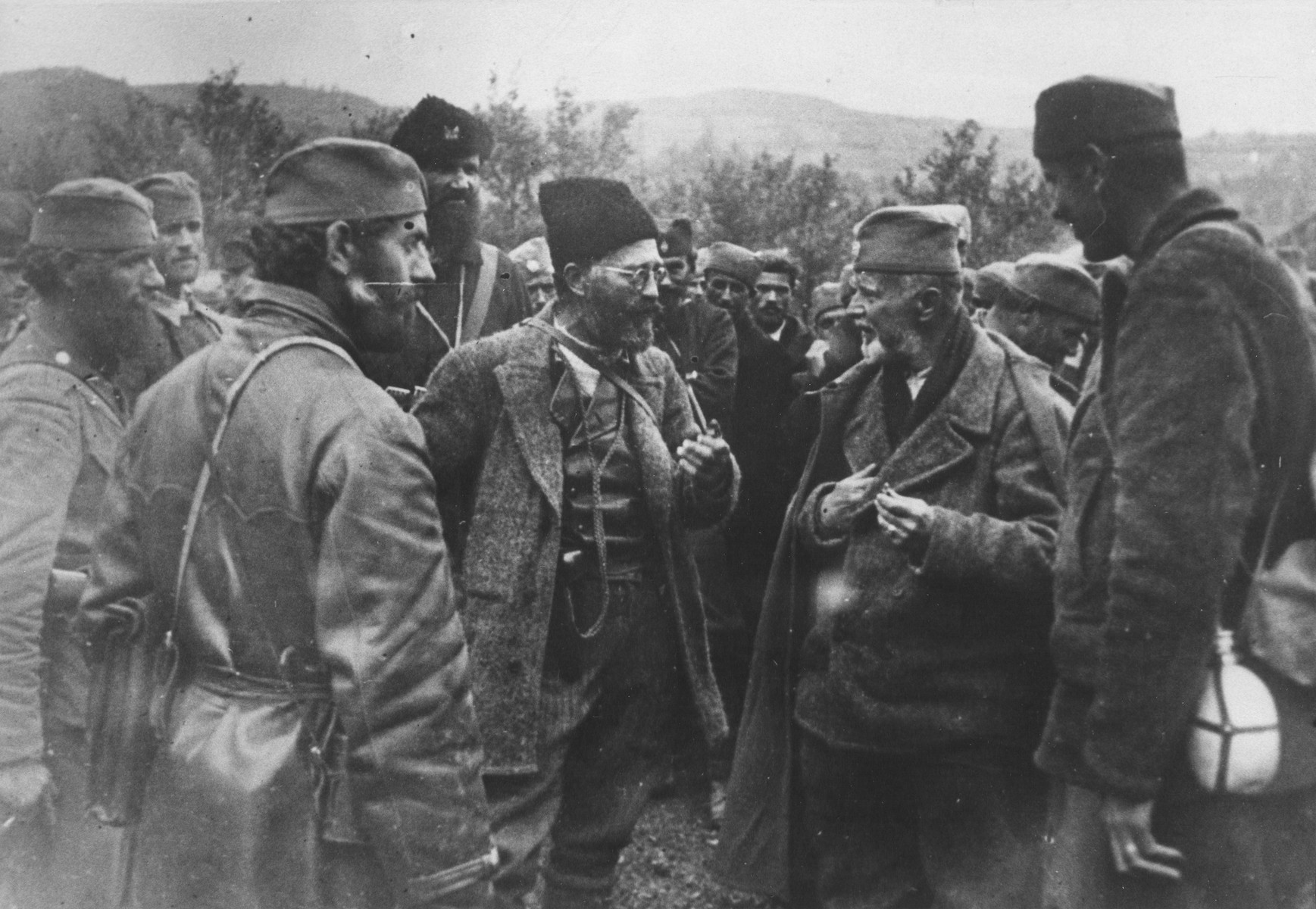
Mihailović conversa com os seus homens

O coronel do Exército Iugoslavo Dragoljub Mihailović evitou cair nas mãos dos alemães durante a invasão. Ele e seus seguidores se esconderam no planalto de Ravna Gora, na montanha Suvobor, chegando em 13 de maio. Era uma área isolada, com fraca presença e influência alemã, e uma administração e gendarmaria locais intactas. Durante os primeiros meses em Ravna Gora, Mihailović tentou entrar em contacto com outros oficiais que também evitaram a captura ou formaram os seus próprios destacamentos, desenvolveu uma rede de inteligência, entrou em contacto com o governo no exílio e conquistou autoridades locais para a sua causa. Com a ajuda deles, Mihailović criou listas de reservistas e recrutas que mobilizaria. Os únicos civis incluídos na sua organização eram membros do Clube Cultural Sérvio, como Dragiša Vasić e Stevan Moljević.
Mihailović acreditava que a guerra não terminaria tão cedo. Fez a sua primeira aparição pública numa feira de aldeia em Tometino Polje, no dia 28 de Junho, onde anunciou à população reunida que os preparativos para o combate armado estavam em curso, mas o momento do seu início ainda não tinha chegado.

## A resistência começa

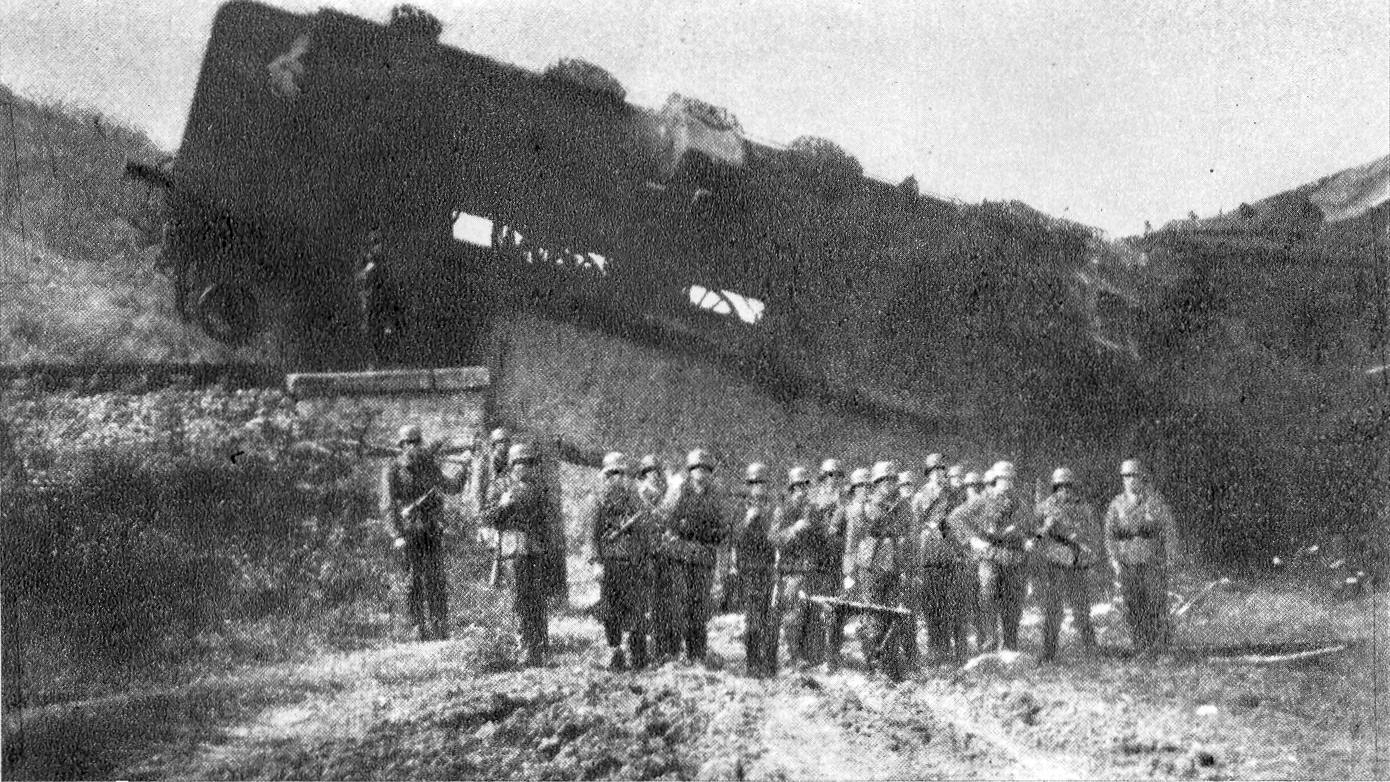
Trem alemão destruído por guerrilheiros na Sérvia em 1941

A Sérvia Ocidental foi escolhida como base para a revolta, devido às suas florestas e terreno montanhoso, e a uma população que proporcionou forte resistência às forças invasoras austríacas na Primeira Guerra Mundial. Os primeiros destacamentos Partisan e Chetnik foram formados na área de Valjevo.
Para o início da revolta, o destacamento partidário Rađevina entrou em ação armada em 7 de julho de 1941 em Bela Crkva, perto de Krupanj. Em Bela Crkva foi realizada a tradicional feira de verão da aldeia de Ivanjdan. Um grupo de quinze guerrilheiros, liderado pelo comandante Miša Pantić e pelo comissário político Žikica Jovanović Španac reuniu pessoas e convocou-as para se juntarem à luta contra os invasores alemães. Os discursos foram proferidos por Pantić, médico de Valjevo, e Jovanović, jornalista de Valjevo e combatente da Guerra Civil Espanhola. Os gendarmes Bogdan Lončar e Milenko Braković tentaram dispersar a reunião, proibida pela ocupação militar. Os guerrilheiros abriram fogo e mataram os dois policiais.

### Propagação da revolta

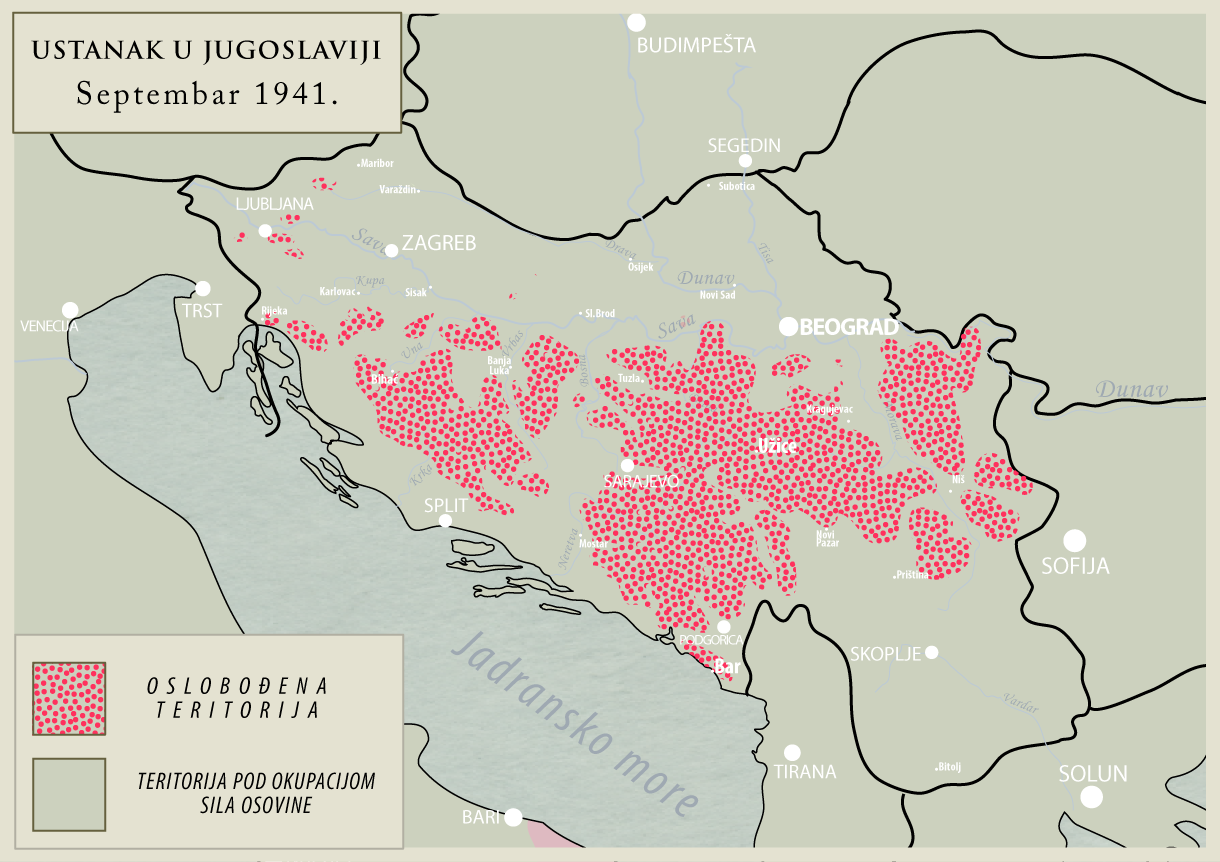
A revolta de setembro de 1941

A revolta espalhou-se do oeste da Sérvia para outras partes da Sérvia. Durante Julho e Agosto foram impressas muitas proclamações do Partido e do SKOJ que apelavam à luta armada. Grupos comunistas cortaram linhas de comunicação ao longo das ferrovias entre Niš e Leskovac. A principal linha de energia da Rádio Belgrado foi cortada já no dia 4 de julho. Sabotadores em Belgrado incendiaram caminhões, garagens e trens alemães.
O Comissariado do Interior registou 220 incidentes de sabotagem em Julho. Os ataques foram realizados contra delegacias de polícia e gendarmaria, sedes de governos locais e linhas ferroviárias. A aldeia de Valjevska Kamenica foi libertada em 22 de julho. O representante alemão Felix Bender relatou ao Ministro das Relações Exteriores que vários grupos de "comunistas determinados consistem em 60-100 membros, que, parcialmente bem armados... realizam atos terroristas contra o povo sérvio, levam ou matam funcionários sérvios, fazem sabotagens". Bender mencionou assassinatos de soldados alemães, ataques a trens e caminhões alemães e sabotagem de instalações militares. Ele também relatou que a gendarmaria infligiu perdas aos comunistas, mas também sofreu perdas.

### Chetniks juntam-se à revolta

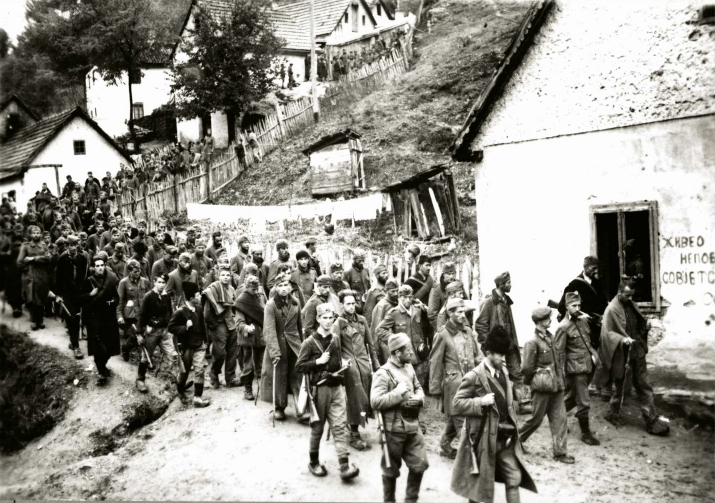
Os Partisans e os Chetniks transportaram alemães capturados através de Užice, no outono de 1941

Quando a luta partidária organizada começou, alguns ex-comandantes do Exército, originalmente sem a aprovação de Mihailović, levados pela onda do levante, participaram do combate. Mihailović não quis iniciar a sua revolta, preferindo esperar e reforçar as suas forças, aguardando um momento favorável. Ele pensava que os alemães eram mais fortes em todos os sentidos e que a resistência era fútil e contraproducente. A participação das forças Chetnik na revolta foi em grande parte forçada pelo medo de que os guerrilheiros ganhassem influência entre o povo sérvio. Os antigos oficiais não suportavam ver como jovens rapazes e leigos das fileiras de professores, estudantes, trabalhadores e camponeses travavam batalhas. Isto foi particularmente verdadeiro para os oficiais que foram comprometidos pelo seu fraco desempenho durante a invasão do Eixo, quatro meses antes, e que os civis consideravam cobardes incompetentes.
No final de agosto, Mihailović ordenou a criação de destacamentos Chetnik, compostos por recrutas de 20 a 30 anos. A sua missão seria tomar o poder no momento da revolta popular. Mihailović proclamou-se o representante legítimo do Exército Real Iugoslavo e, com base na lei iugoslava, exigiu o alistamento de reservistas com 30-40 anos de idade. Estas unidades Chetnik tinham a missão de prevenir pilhagens e violência desnecessária e, ao mesmo tempo, as ações de “elementos destrutivos” (comunistas).
No final de agosto foram feitos os primeiros contactos entre Partisans e Chetniks. Já em 25 de agosto, um acordo sobre ataques conjuntos havia sido feito pelo comandante do destacamento partidário de Podrinje e pelo capitão Dragoslav Račić, comandante do destacamento Cer Chetnik. As ações conjuntas Partisan-Chetnik contra as forças alemãs ganharam destaque durante a tomada de Krupanj e Gornji Milanovac, a batalha de Šabac e os cercos de Valjevo e Kraljevo.

#### Batalha de Loznica
Os insurgentes Chetnik lançaram um ataque surpresa à cidade ocupada de Loznica na manhã de 31 de agosto de 1941, depois que os alemães recusaram o convite de rendição enviado por correio na noite anterior. A luta por Loznica foi o maior conflito armado com os alemães na Iugoslávia ocupada até então.

#### Captura de Banja Koviljača

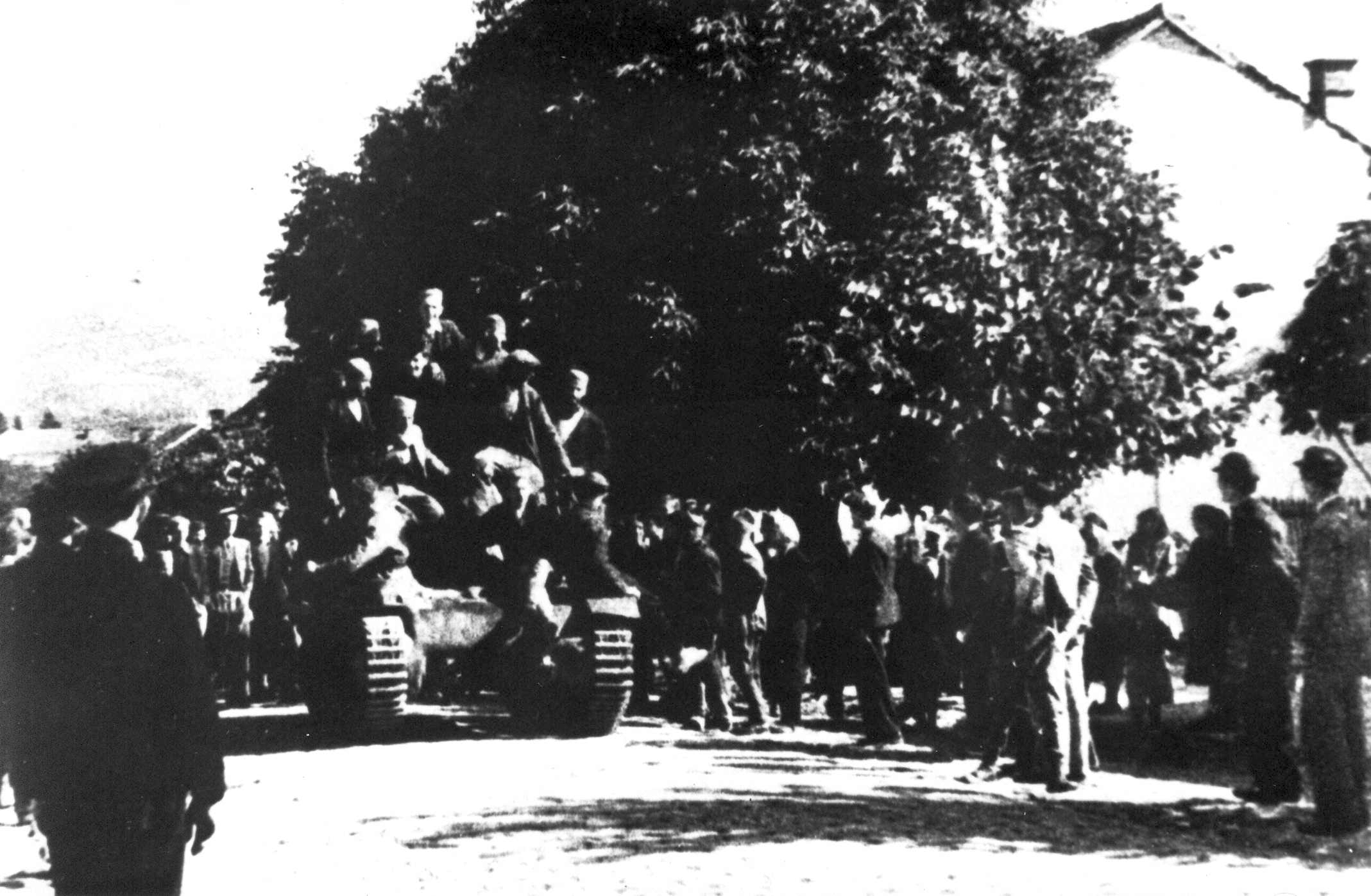
Tanque alemão capturado em Čačak, outubro de 1941

Banja Koviljača foi capturada em uma batalha travada entre 1 e 6 de setembro de 1941 entre as forças aliadas de Chetniks e Partisans de um lado e as forças alemãs guarnecidas na ocupada Banja Koviljača (atual Sérvia Ocidental) e as forças de socorro Ustaše da Bósnia (então no NDH) no Lado do eixo. A batalha ocorreu logo depois que os Chetniks capturaram Loznica em 31 de agosto de 1941. O ataque ao posto avançado alemão em Banja Koviljača foi a primeira grande batalha entre os rebeldes sérvios e as forças alemãs desde o fim da invasão da Iugoslávia. A ação dos Chetniks contra as forças de ocupação alemãs guarnecidas em Loznica e Banja Koviljača foi organizada num período de colaboração Partisan-Chetnik.  A Batalha de Banja Koviljača foi a primeira batalha em que Chetniks e Partidários se aliaram contra as forças do Eixo. 

#### Batalha de Krupanj
Após três dias de combates, Krupanj foi libertado em 3 de setembro de 1941 pelo destacamento partidário de Valjevo e pelos chetniks liderados pelo padre ortodoxo Vlada Zečević e seu tenente Ratko Martinović.  Zečević, Martinović e grande parte dos Chetniks juntaram-se mais tarde aos guerrilheiros.

#### Batalha de Šabac

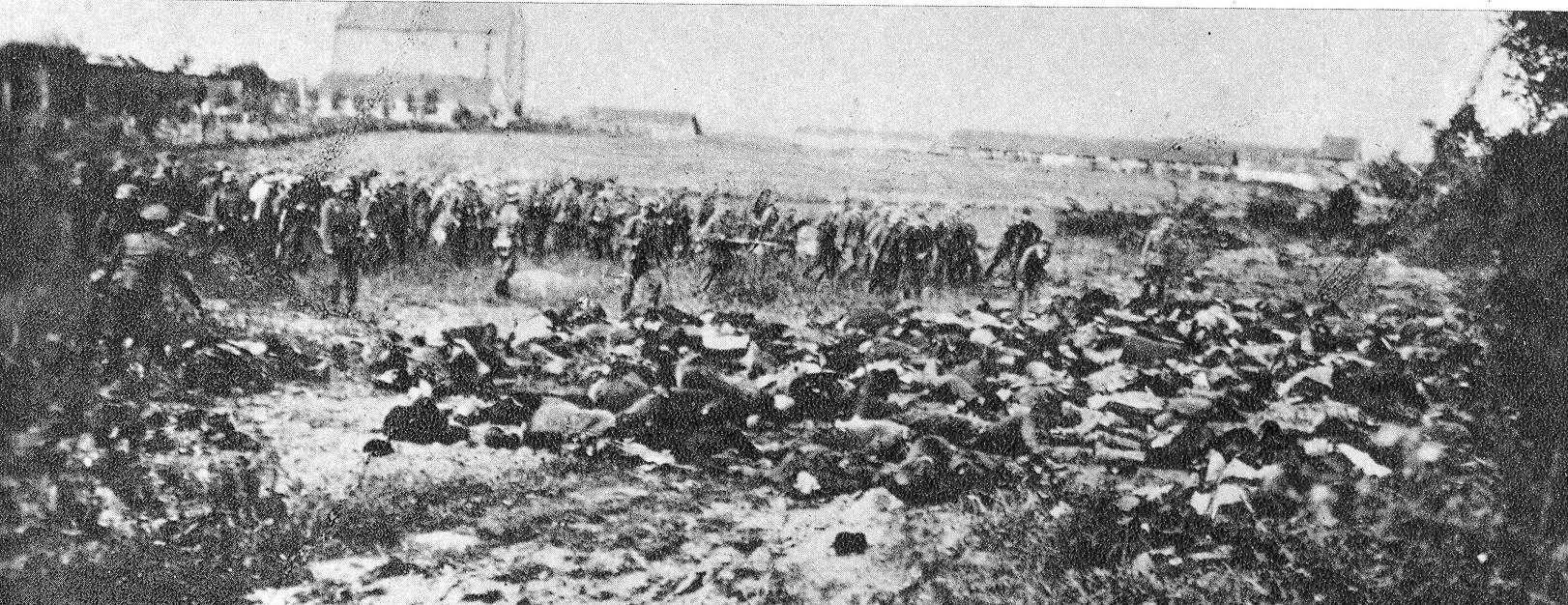
Assassinato em massa de civis na Alemanha em Šabac, Sérvia, 1941

Nebojša Jerković, comandante do destacamento Partidário Mačva, visitou o capitão do Chetnik, Dragoslav Račić, comandante do Corpo Cer, para chegar a um acordo sobre um ataque conjunto a Šabac. A Batalha de Šabac durou de 22 a 24 de setembro, quando a 342ª Divisão Alemã veio em ajuda aos alemães sitiados e quebrou o cerco rebelde. Soldados alemães, retaliando. matou cerca de 1.000 homens de Šabac e Mačva. O número de soldados do destacamento partidário de Mačva caiu para metade das suas forças iniciais. O desdobramento da 342ª Divisão Alemã na operação Mačva marcou o início de uma grande contra-ofensiva alemã no território libertado.

#### Batalha de Kruševac
Os combates entre as forças rebeldes atacantes e a guarnição do Eixo duraram quatro dias.
No primeiro dia, o Destacamento Rasina de Keserović atacou a guarnição Kruševac de Bagdala e Rasina. Os Chetniks do Destacamento Rasina empurraram os alemães de suas posições na periferia da cidade para o centro e os bloquearam em três edifícios no centro da cidade. O Destacamento Partidário Rasina foi posicionado entre Obilićevo e a ferrovia em Dedina e não conseguiu juntar-se ao ataque surpresa inicial das forças de Chetnik no primeiro dia. Assim que o ataque a Kruševac começou, Kosta Pećanac insistiu em cancelá-lo e em cancelar a aliança entre Chetniks e Partisans.  Na sua ordem emitida em 23 de setembro e no seu apelo aos sérvios emitido em 24 de setembro, Pećanac condenou as suas próprias unidades que participaram no ataque a Kruševac. 
No segundo dia, Keserović cancelou o ataque e recuou para se juntar a outras unidades Chetnik sob o comando do Brigadeiro General Ljubo Novaković em seu ataque a Kraljevo, controlado pelo Eixo. Portanto, no segundo dia do ataque, apenas o Destacamento Chetnik Stalać e o pequeno Destacamento Partidário Rasina continuaram a atacar a guarnição, e as forças alemãs receberam reforços: infantaria, cavalaria e tanques da guarnição de Niš.
Embora a cidade estivesse bem defendida, a guarnição alemã teve 28 mortos e 16 a 20 soldados feridos, incluindo o capitão que era o comandante do batalhão e da guarnição alemã. No quarto dia de batalha, Kosta Pećanac e uma grande força de Chetniks reforçaram a guarnição do Eixo. Os rebeldes desistiram de novos ataques depois de terem sofrido 17 mortos e 74 feridos. Keserović e Radojević emitiram uma resolução e condenaram Pećanac e Milan Nedić como traidores e convidaram as pessoas a se juntarem aos "destacamentos Chetnik de libertação nacional"  em sérvio:  Hационално-ослободилачки четнички одреди) em massa.  Pećanac condenou Keserović e Radojević à morte. 

#### Batalha de Gornji Milanovac
Os guerrilheiros iugoslavos e o exército iugoslavo na pátria (conhecidos como Chetniks) em ação conjunta libertaram Gornji Milanovac da ocupação nazista. Gornji Milanovac foi fundida com as outras cidades libertadas do Reino ocupado da Iugoslávia para formar a efêmera República de Užice. À frente dessa ação conjunta estava Zvonimir Vučković. Durante essa batalha dois tanques alemães ficaram presos e agora um deles é um monumento na saída da cidade, na aldeia de Nevade, enquanto o outro é um monumento em Užice.

#### Batalha de Kraljevo
O Cerco de Kraljevo foi a batalha mais importante durante a Revolta na Sérvia em 1941. O cerco durou entre 9 e 31 de outubro de 1941. A batalha foi travada entre as forças sitiantes dos Chetniks e dos Partidários Iugoslavos contra as forças alemãs guarnecidas em Kraljevo, no território da Sérvia ocupado pelos alemães (atual Sérvia).
As forças rebeldes tinham entre 3.000 e 4.000 soldados. A batalha começou em 9 de outubro de 1941, quando os chetniks atacaram as forças alemãs perto do mosteiro de Žiča. Vários dias após o início da batalha numa represália ao ataque a uma guarnição alemã, as forças alemãs cometeram um massacre de aproximadamente 2.000 civis entre 15 e 20 de outubro, num evento conhecido como massacre de Kraljevo.
Em 23 de outubro, a maioria das forças partidárias deixaram o cerco de Kraljevo e reagruparam as suas forças para atacar os chetniks em Čačak, Užice e Požega. Os rebeldes organizaram o seu último grande ataque a Kraljevo em 31 de outubro, utilizando dois tanques anteriormente capturados das forças alemãs, mas falharam após sofrerem pesadas baixas.
No início de Novembro, a maior parte das forças Chetnik que sitiavam Kraljevo recuaram para reforçar as suas posições noutras cidades da Sérvia Ocidental atacadas pelas forças comunistas. Em 20 de novembro de 1941, ambas as formações rebeldes assinaram uma trégua, apenas para serem novamente derrotadas pela ofensiva alemã em dezembro de 1941, que forçou os guerrilheiros a deixar a Sérvia e Mihailović e seus Chetniks a fugir da constante perseguição alemã.

## República de Užice
A República de Užice foi um território iugoslavo libertado de curta duração e o primeiro território libertado na Europa da Segunda Guerra Mundial, organizado como um miniestado militar que existiu no outono de 1941 na Iugoslávia ocupada, mais especificamente na parte ocidental do Território do Comandante Militar na Sérvia.  A República foi estabelecida pelo movimento de resistência Partidária e seu centro administrativo ficava na cidade de Užice.

## Resposta inicial alemã

### Governo da Salvação Nacional
O Governo de Salvação Nacional, também conhecido como "Regime deNedić", foi o segundo governo fantoche sérvio, depois do Governo Comissário, estabelecido no Território do Comandante Militar (Alemão) na Sérvia durante a Segunda Guerra Mundial. Foi nomeado pelo Comandante Militar Alemão na Sérvia e operou de 29 de agosto de 1941 a outubro de 1944. O regime de Nedić beneficiou de algum apoio.  O primeiro-ministro foi o general Milan Nedić. O Governo de Salvação Nacional foi evacuado de Belgrado para Kitzbühel, na Áustria, na primeira semana de outubro de 1944, antes que a retirada alemã da Sérvia fosse completada. O próprio Nedić foi capturado pelos americanos quando estes ocuparam a Áustria e foi posteriormente entregue às autoridades comunistas jugoslavas para servir de testemunha contra criminosos de guerra, sob o entendimento de que seria devolvido à custódia americana para ser julgado pelos Aliados. As autoridades iugoslavas recusaram-se a devolver Nedić à custódia americana e ele morreu em 4 de fevereiro de 1946, após cair da janela de um hospital de Belgrado, em circunstâncias que permanecem obscuras.

### Assassinatos de civis

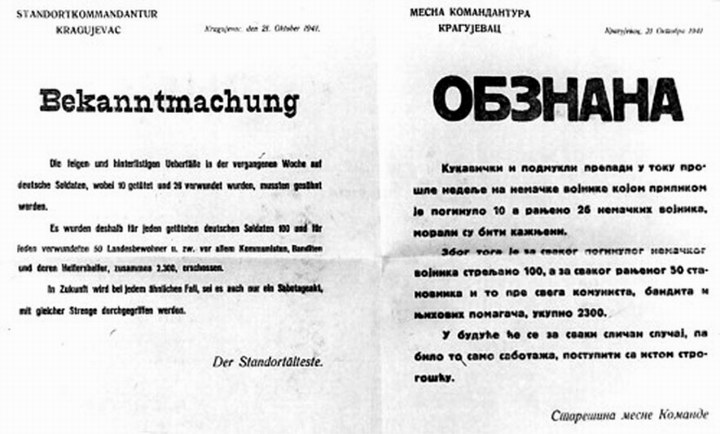
Anúncio alemão da morte de 2.300 civis no massacre de Kragujevac como retaliação pelos 10 soldados mortos e 26 feridos da Wehrmacht.

O massacre de Kragujevac foi o assassinato de homens sérvios, judeus e ciganos em Kragujevac, na Sérvia, por soldados da Wehrmacht em 20 e 21 de outubro de 1941. Todos os homens da cidade com idades entre dezesseis e sessenta anos foram reunidos por tropas alemãs e membros do Comando Voluntário Sérvio colaboracionista (SDK)  e da Guarda Estatal Sérvia (SDS),  incluindo estudantes do ensino médio e as vítimas foram selecionados dentre eles. Em 29 de outubro de 1941, Felix Benzler, plenipotenciário do Ministério das Relações Exteriores alemão na Sérvia, informou que 2.300 pessoas foram executadas.  Investigações posteriores do governo iugoslavo do pós-guerra revelaram entre 5.000 e 7.000 pessoas executadas, embora esses números nunca tenham sido provados como confiáveis.  Posteriormente, estudiosos sérvios e alemães concordaram com o número de 2.778. 

## Ruptura entre Partisans e Chetniks
Para reprimir a revolta, os alemães trouxeram tropas adicionais e levaram a cabo uma campanha de severas represálias contra a população civil. As ações alemãs forçaram Mihailović a retirar as suas tropas do combate, atacar os guerrilheiros e procurar contacto com a administração alemã para pôr fim às hostilidades. Ele se encontrou com representantes da Wehrmacht na vila de Divci. Apesar da sua oferta, os alemães responderam que em breve trariam unidades blindadas que acabariam com a revolta e que "a Wehrmacht alemã não pode sobrecarregar-se com aliados que se juntam a ela por razões oportunistas". Mihailović respondeu que tinha de tomar algumas cidades aos alemães para evitar que os comunistas as tomassem e que não queria lutar contra os alemães. Ele tentou persuadir os alemães de sua lealdade incondicional e solicitou suprimentos para o combate contra os guerrilheiros. Ele também pediu aos alemães que suas "ações patrióticas" permanecessem secretas para evitar para ele o destino de Kosta Pećanac, que fez acordo abertamente com o Eixo, perdeu qualquer influência com o povo sérvio e foi considerado um traidor pelo seu próprio povo.
Apesar das ofertas de Mihailović, os alemães não lhe deixaram outra opção senão a rendição incondicional. A partir dessa época, ele travou uma guerra implacável contra os guerrilheiros. As ações de Chetnik contra os guerrilheiros no sudoeste da Sérvia no final de 1941 foram paralelas ou quase paralelas às ações alemãs contra os guerrilheiros.  O HG Partidário para a Sérvia emitiu uma proclamação ao povo sérvio sobre a traição cometida por Mihailović, dizendo que ele atacou os Partidários e procurou enganar os camponeses sérvios honestos e os chetniks.
Durante as lutas entre chetniks e guerrilheiros no oeste da Sérvia, no início de novembro de 1941, os chetniks capturaram algumas centenas de guerrilheiros. Desse número, os Chetniks reuniram 365 guerrilheiros capturados e, em 13 de novembro, entregaram-nos às tropas de Nedić e alemãs, que os executaram ou os enviaram para campos de concentração na Sérvia, Alemanha e Noruega ocupadas. Simultaneamente com a virada de Mihailović em direção aos alemães, o primeiro-ministro iugoslavo no exílio, Dušan Simović, promoveu-o através da Rádio Londres para comandante de todas as tropas armadas iugoslavas no país.

## Fim da revolta

### Operação Uzice
A Operação Uzice foi a primeira grande operação de contra-insurgência da Wehrmacht alemã no território ocupado do Reino da Iugoslávia. A operação foi dirigida contra a República de Užice, o primeiro de vários "territórios livres" libertados pelos Partidários Iugoslavos. Recebeu o nome da cidade de Užice e está associada à Primeira Ofensiva Inimiga na historiografia iugoslava. As forças de segurança do regime fantoche de Milan Nedić, instalado pela Alemanha, também participaram na ofensiva.
Depois que a ofensiva começou em 20 de setembro de 1941, os guerrilheiros inicialmente receberam assistência de formações locais de Chetniks na oposição aos alemães, mas depois de semanas de desacordo e conflito de baixo nível entre as duas facções insurgentes sobre como a resistência deveria prosseguir, os chetniks lançaram um ataque sobre os guerrilheiros nas cidades de Užice e Požega em 1º de novembro, o que resultou na repulsa dos Chetniks. Os Partidários contra-atacaram então de forma decisiva, mas no início de Dezembro foram expulsos da área libertada pela ofensiva colaboracionista alemã e sérvia. 

### Operação Mihailovic
A Operação Mihailovic foi a última ofensiva alemã para suprimir os Chetniks, liderados pelo coronel Dragoljub Mihailović. A ofensiva ocorreu de 4 a 9 de dezembro de 1941 perto de Šumadija, no Território do Comandante Militar na Sérvia.

## Consequências
A revolta na Sérvia não causou baixas graves às forças do Eixo, que sofreram 200 soldados mortos e 400 feridos. Cerca de 4.000 homens rebeldes foram mortos durante os combates, enquanto 35.000 civis foram mortos na Sérvia como vítimas de represálias alemãs.